# 宮島聖悟
宮島 聖悟（みやじま せいご、1987年8月11日 - ）は、長野県を登録地としていた元競輪選手。日本競輪学校第93期生。師匠は飯塚朗（競輪学校第85期生）。

## 来歴
中学、そして長野県長野南高等学校時代はスピードスケートで活動。
2006年、競輪学校に入校。2007年9月に行われた同校第4回記録会において、同校史上8人目のゴールデンキャップを獲得した。競輪学校における在校競走成績は第34位（13勝）。
2008年1月11日、いわき平競輪場でデビューし7着。初勝利は同年4月17日の西武園競輪場。
2014年4月21日、選手登録消除。通算成績515戦103勝。優勝1回。